# NGC 4731
NGC 4731 is een balkspiraalstelsel in het sterrenbeeld Maagd. Het hemelobject werd op 25 april 1784 ontdekt door de Duits-Britse astronoom William Herschel.

## Synoniemen
- MCG -1-33-26
- UGCA 302
- IRAS 12484-0607
- PGC 43507